# حوزه انتخابیه بیست‌وچهارم تگزاس
حوزه انتخابیه بیست‌وچهارم تگزاس یک حوزه انتخابیه مجلس نمایندگان آمریکا است که در ایالت تگزاس قرار دارد.